# 唯×実〜ユイみの〜
YUIMINO+(ユイミノプラス)
表記:
2007年～「唯×実〜ユイみの〜」
2011年～「YUIMINO」
2012年～「YUIMINO+」
日本のコスプレ系ダンスボーカルユニット。
主にアジア・ヨーロッパなど海外のJapanPopカルチャーイベントなどに出演。
中性ビジュアル系。

## メンバー
雅南 ユイ（かなん ゆい）
担当: 作曲・ステージ構成・振り付け・映像制作
愛称: ユイ様
朶恵 みのり（たけい みのり）
担当: 作詞・グッズ制作・デザイン・振り付け・衣装・撮影
愛称: みのりん
東雲 ゆうさ（しののめ ゆうさ）
愛称: プラスさん
※2012年10月より加入
松岡 にな（まつおか にな）
愛称: になすん
※2015年10月より加入

## 来歴

### 2007年
- 名古屋にて結成。
- 東京・大阪へもライブ活動地を拡げる。
- 24時間テレビ 「愛は地球を救う」（2007.8.18）
  - 神戸会場ライブ出演。主催：読売テレビ（日本テレビ系）

### 2008年
- 東京に拠点を移す。
- ラジオ大阪OBC「もえもえポンバシ系」レギュラーパーソナリティ（2008年4月～2009年8月）。
- 世界コスプレサミットWCS2008 チャンピオンシップにて、世界13ヶ国中3位となるブラザー賞を受賞（8月3日）。
- アメリカ「N.Y. Anime Festival」ゲストライブ（9月）
- 韓国「Wonder Cosplay Festival 2008」ゲストライブ・サイン会（10月）

### 2009年
- ラジオ大阪OBC1314kHz　ラジオ「ポリケロこんじゃく」にゲスト出演（5月23日）。
- 韓国「Wonder Cosplay Festival 2009」(6月7日)
- L.A (6月29日～7月8日）
- 韓国「2009 International Game Costume Festival」（7月31日～8月2日）
- ラジオ大阪OBC(1314kHz) 「もえもえポンバシ系」(9月4日)

### 2010年
- シンガポール「Orchard Central」（6月）ゲストライブ
- コミックマーケット78　ブース出店
- Live Club「ユイみの地下アイドル事情」毎週月曜21～23時 生放送レギュラー（2010年10月～2011年5月）
- マンモスフリーマッケットLive出演＠ポートメッセなごや(11月14日）
- コミックマーケット79　ブース出店

### 2011年
- 1月1日「YUIMINO」表記に改名。
- ニコ生「はっふーん、もっふーんver.ニコ」毎週月曜21時～（6月～）
- 韓国「SICAF2011」(Seoul International Cartoon & Animation Festival)(7/21～23)ゲスト

出演
- タイ「COMIC PARTY 28th」(7/31)ゲスト出演

### 2012年
- 3月6日、コスプレ企業「株式会社ONIGIRI」設立。雅南ユイ代表取締役就任。
- 香港　在香港日本総領事館（外務省）主催「元気な日本展示会in香港」ゲストライブ出演
- ドイツ「Japan Tag 2012」出演
- フランス　パリ音楽祭「Fete de la Musique」(6/21)出演
- フランス　「JAPAN EXPO」(7/5～8)ブース出展＆ライブ
- 韓国「SICAF2012」(7/18～22)ゲスト出演
- 「３つの約束」JOYSOUNDカラオケ配信開始
- 10月、新メンバー東雲ゆうさ加入に伴い、「YUIMINO+」(ﾕｲﾐﾉﾌﾟﾗｽ)に改名。
- 12月2日、赤坂BLITZ「ONIGIRI COSPLAY COLLECTION 」開催
- 雅南ユイ　デンマークＴＶ番組「父と娘」出演
- 雅南ユイ　朝日新聞AERA　掲載
- 朶恵みのり　タイ携帯電話会社AIS ＴＶＣＭ出演

### 2013年
- 「OZZFEST Japan2013」出演
- ドイツ｢DoKomi2013｣出演
- 徳島県阿南市×ONIGIRIコスプレイメージソング担当「PANCAKE」
- モンテローザＴＶＣＭ出演

### 2014年
- NHK「おはよう日本」雅南ユイ＆ONIGIRI Plus特集が放送
- 雅南ユイ　NHKスペシャル「日本新生」出演
- エーザイ エナジードリンク 「Joma（ｼﾞｮﾏ）」発売記念イベント出演
- ドイツ｢DoKomi2014｣出演・アルバムドイツ発売
- スペインバスク自治州「MANGAMORE」出演
- 「福島アニマガフェスタ」イベントテーマソング担当「蓮華」

### 2015年
- ドイツ大使館「Kareneval in der Botschaft 2015」特別出演
- ACDC RAG×ONIGIRI+ コラボ＆イメージソング「Rebirth-改-」
- 朶恵みのり「権八xエーザイJoma 春の桜キャンペーン」出演
- 雅南ユイ　オーストラリア「neko nation Brisbane」DJ Yui Kananゲスト出演
- 雅南ユイ　オーストラリア「neko nation Sydney」DJ Yui Kananゲスト出演
- 東雲ゆうさ　～ミニコレ-IKE-MENS COLLECTION-vol.4～『ACDC RAGクレイジー原宿コレクション』出演
- 10月、新メンバー松岡にな加入
- 湯河原 町興しハロウィン×バイク×コスプレイベント企画「ゆがつう！2015」開催・ライブ出演

### 2016年
- 雅南ユイ　テレビ東京「ほぼほぼ ～真夜中のツギクルモノ探し～」ゲスト出演
- 雅南ユイ　パイクスピーク・インターナショナル・ヒルクライム「Team未来」レースクイーン
- 東京ディズニーリゾート(R)オフィシャルホテル　サンルートプラザ東京　「DANCD ACDC」ゲスト出演
- 湯河原 町興しハロウィン×バイク×コスプレイベント企画「ゆがつう！2016」開催・ライブ出演
- 「ゆがつう」イベントテーマソング担当「Grow Up!!」

### 2017年
- 朶恵みのり　2017NGDスパークプラグ鈴鹿2＆4レース『チーム長野』レースクイーン
- 朶恵みのり　AirAsiaインドネシアＣＭ出演
- 雅南ユイ　浅間ヒルクライム2017出演
- 雅南ユイ・朶恵みのり　2017FIM世界耐久選手権ｼﾘｰｽﾞ "コカ・コーラ" 鈴鹿8時間耐久ロードレース「TransMapレーシング・Team長野 with ACE CAFE」レースクイーン
- 雅南ユイ　ｵｰｽﾄﾗﾘｱ「SMASH!」DJ YuiKananゲスト出演
- 雅南ユイ　ｽﾍﾟｲﾝ ﾊﾞｽｸ自治州「MANGAMORE 2017」DJ YuiKananゲスト出演
- 雅南ユイ　ダイムラー社スマート『ビジョンEQフォーツー』（smart vision EQ fortwo）イメージモデル
- 2017年12月31日付　YUIMINO+解散を発表

## 作品

### シングルCD
|    | 発売日         | タイトル               | 備考                               | 表記              |
| -- | -------------- | ---------------------- | ---------------------------------- | ----------------- |
| 1  | 2008年11月8日  | アヤツリニンゲン       |                                    | 唯×実～ユイみの～ |
| 2  | 2009年7月11日  | FREEDOM                |                                    | 唯×実～ユイみの～ |
| 3  | 2009年9月19日  | Replay                 |                                    | 唯×実～ユイみの～ |
| 4  | 2010年7月3日   | 3つの約束              | JOYSOUNDカラオケ配信中             | 唯×実～ユイみの～ |
| 5  | 2010年12月31日 | Mirror                 |                                    | 唯×実～ユイみの～ |
| 6  | 2011年5月21日  | Rebirth                |                                    | YUIMINO           |
| 7  | 2012年10月31日 | DA・DA・DA             | 配信                               | YUIMINO+          |
| 8  | 2013年5月18日  | TEKINA                 | 配信                               | YUIMINO+          |
| 9  | 2013年8月14日  | Pancake                | 配信 徳島県阿南市応援ソング        | YUIMINO+          |
| 10 | 2014年10月11日 | 蓮華ｰRENGEｰ            | 福島アニマガフェスタイメージソング | YUIMINO+          |
| 11 | 2015年7月19日  | Rebirth改 / Never more | ACDC RAGイメージソング             | YUIMINO+          |
| 12 | 2016年10月29日 | Grow Up!!              | 配信/ゆがつうテーマソング          | YUIMINO+          |

### アルバムCD
1. ヤンデレ@Black（2010年4月9日）品番：KDSA-3002 発売：K-DISC
2. ヤンデレ@White（2010年4月9日）品番：KDSA-3001 発売：K-DISC
3. YUIMINO（2012年6月2日）ドイツ限定発売
4. Plus（2013年5月18日）ドイツ限定発売
5. Eagle Eye（2014年6月15日）ドイツ先行発売2014年6月7日

### DVD
1. N.Y.へいってきました（2008年11月8日）
2. 韓国へいってきました（2009年1月17日）
3. 唯実単独演舞（2010年6月1日）1stワンマンLIVE-DVD
4. YUIMINO MUSIC VIDEO SELECTION（2010年8月14日）PV集

### 参加作品
- [オムニバスCD]「Super Cosplesson Vol.2」（2008年3月12日）「熱の鍵」「－カザハ－」収録
- めろめろキュートゲーム「魔法少女の大切なこと。」（2009年9月25日）

　  OPテーマ「愛。温度。」
EDテーマ「コロイド―ワタシのカタチ―」
- MMORPG LEGEND of CHUSEN -誅仙-のイメージソングCD「LEGEND of CHUSEN ORIGINAL IMAGE SONGS」（2010年1月29日）

「音色〜ボクラノ コトバ〜（image of 天音寺）」
- ゲーム「催眠生活 〜校則だから仕方ない〜」 (C:drive) 鴇子ED

「Luna : L.O.V.E side」
- [オムニバスCD]form a connection（2010年12月27日）

「3つの約束」